# Automationsnivåer
Automationsnivåer inom automation kan definieras som hur mycket hjälp från maskin eller teknik som människan får för att utföra en uppgift. Den första och mest kända listan över automationsnivåer är den så kallade Fitts lista  som kallas MABA-MABA (Man-Are-Better-At-Machine-Are-Better-At) där en beskrivning över hur uppgiftsallokering mellan människa eller maskin skall göras.
En metod (DYNAMO++) har tagits fram i samarbete med industrin för att mäta och analysera automationsnivåer främst inom montering. 
Under åren har flera olika automationsnivåer definierats med inriktning på den kognitiva delen eller den fysiska delen av automation (se tabell nedan). 
| Författare               | Definition av automationsnivå | Antal nivåer; Fysisk (mekanisk) automation | Antal nivåer; Kognitiv (information och kontroll) automation |
| ------------------------ | --- | ------------------------------------------ | ------------------------------------------------------------ |
| Bright, 1958             | Automationsnivån delas in beroende på vem som initierar kontrollen, människan (1-4), människan tillsammans med automationen (5-8) eller automationen (9-17) | 17                                         | -                                                            |
| Amber and Amber, 1962    | I vilken utsträckning mänsklig energi och kontroll över en produktionsprocess är ersatt av en maskin | -                                          | -                                                            |
| Sheridan, 1980           | “Automationsnivån behandlar frågan om feedback i ett system, vad det gäller fördelning av funktioner görs detta i tio nivåer” | -                                          | 10                                                           |
| Endsley, 1997            | Automationsnivån i kontexten av ett expert system behandlar främst de kognitiva uppgifterna när det kommer till förmågan att svara på (respondera) och ta beslut baserat på systeminformation | 10                                         | 5                                                            |
| Parasuraman et al., 2000 | “Interaktionen och uppgiftsfördelningen mellan människa och maskin skall ses som en föränderlig faktor som kan kallas automationsnivå” | -                                          | 4+10                                                         |
| Groover, 2001            | “Automationsnivå kan definieras som the manning level, med fokus på maskiner” | 3                                          | -                                                            |
| Duncheon, 2002           | ‘Manuell’, de uppgifter som människan har ansvar för att utföra. ‘Semi-automatisk’ (halvautomatisk) är en högre nivå av automation som innehåller något automatiserad inslag till exempel en robot men materialhanteringen är fortfarande utförd av människan, ‘automatisk’, allt är utfört automatiskt, även materialhantering. | 3(6)                                       | -                                                            |
| Frohm, 2008              | “Allokering av fysiska och kognitiva uppgifter mellan människa och teknologi, beskrivet som en kontinuerlig ranking mellan helt manuellt och helt automatiskt” | 7                                          | 7                                                            |